# Badminton bei den Arctic Winter Games
Badminton wird bei den Arctic Winter Games seit der inauguralen Veranstaltung im Jahr 1970 gespielt. Es werden derzeit jeweils fünf Jugend- und fünf Juniorenwettbewerbe ausgetragen. Zu früheren Zeitpunkten fanden zusätzlich noch Erwachsenenwettkämpfe (Open Division) statt.

## Die Sieger

### Open Division
| Jahr | Herreneinzel       | Dameneinzel   | Herrendoppel      | Damendoppel       | Mixed                            |
| ---- | ------------------ | ------------- | ----------------- | ----------------- | -------------------------------- |
| 2000 | Svend Åge Sørensen | Kathie Harrop | nicht ausgetragen | nicht ausgetragen | Anni Damgaard Svend Åge Sørensen |

### Junioren
| Jahr | Herreneinzel         | Dameneinzel         | Herrendoppel                            | Damendoppel                              | Mixed                                  |
| ---- | -------------------- | ------------------- | --------------------------------------- | ---------------------------------------- | -------------------------------------- |
| 2000 | Karl Jakob Thomassen | Pilunnguaq Chemnitz | Karl Jakob Thomassen Peter Spoer        | Sonja Sørensen Pilunnguaq Chemnitz       | Karl Jakob Thomassen Sonja Sørensen    |
| 2004 |                      |                     |                                         |                                          |                                        |
| 2006 | Gronland             | Gronland            | Gronland Gronland                       | Gronland Gronland                        | Gronland Gronland                      |
| 2008 | Sequssuna F. Schmidt | Vanessa Carlson     | Dennis Hansen Sequssuna F. Schmidt      | Vanessa Carlson Abbie Frances Rotondi    | Sequssuna F. Schmidt Nina Høegh Møller |
| 2010 | Sequssuna F. Schmidt | Vanessa Carlson     | Nikki E. Nathansen Sequssuna F. Schmidt | Caitlyn Anderson Sarah Antaya            | Sequssuna F. Schmidt Rina Lorentzen    |
| 2012 | Nikki E. Nathansen   | Hansigne Broberg    | Dennis Hansen Nikki E. Nathansen        | Hansigne Broberg Nina Høegh Møller       | Nikki E. Nathansen Nina Høegh Møller   |
| 2014 | Nick Jacobsen        | Cecilia Josefsen    | Nick Jacobsen Nuka Mark Nielsen         | Milka Brønlund Cecilia Josefsen          | Nuka Mark Nielsen Cecilia Josefsen     |
| 2016 | Nuka Mark Nielsen    | Milka Brønlund      | Toke Ketwa Driefer Nuka Mark Nielsen    | Milka Brønlund Cecilia Josefsen          | Nuka Mark Nielsen Cecilia Josefsen     |
| 2018 | Dhruv Patel          | Pilunnguaq Hegelund | Dhruv Patel Aaron Quan                  | Pilunnguaq Hegelund Karolina Josenius    | Dhruv Patel Kennedy Turcotte           |
| 2023 | Davidee Kudluarok    | Emilie Sørensen     | Davidee Kudluarok Terrence Lawson       | Thrune Amassen Rafaelsen Emilie Sørensen | Davidee Kudluarok Zan Tao              |

### Jugend
| Jahr | Herreneinzel           | Dameneinzel           | Herrendoppel                                 | Damendoppel                                     | Mixed                                          |
| ---- | ---------------------- | --------------------- | -------------------------------------------- | ----------------------------------------------- | ---------------------------------------------- |
| 2000 | Tim Varughese          | Sherisse Chung        | Tim Varughese Ryan Penchuk                   | Sherisse Chung Kelli Heikel                     | Tim Varughese Sherisse Chung                   |
| 2004 |                        |                       |                                              |                                                 |                                                |
| 2006 |                        | Gronland              | Gronland Gronland                            | Gronland Gronland                               |                                                |
| 2008 | Hans-Henrik Heilmann   | Rina Moller Lorentzen | Hans-Henrik Heilmann Kaali Christensen       | Rina Moller Lorentzen Maria Lyberth             | Hans-Henrik Heilmann Rina Moller Lorentzen     |
| 2010 | Niels Thorleifsen      | Sara L. Jacobsen      | Justin Dragoman Logan Crawford Etienne Godin | Hedvig Broberg Sara L. Jacobsen                 | Nikki L. Mathiesen Hedvig Broberg              |
| 2012 | Thomas Madsen          | Cecilia Josefsen      | Thomas Madsen Nuka Mark Nielsen              | Cecilia Josefsen Ineqi Sakariassen              | Thomas Madsen Ineqi Sakariassen                |
| 2014 | Ian Enoksen            | Pilunnguaq Hegelund   | Ian Enoksen Toke Ketwa Driefer               | Pilunnguaq Hegelund Miinannguaq Søholm Petersen | Toke Ketwa Driefer Miinannguaq Søholm Petersen |
| 2016 | Dhruv Patel            | Pilunnguaq Hegelund   | Dhruv Patel Aaron Quan                       | Pilunnguaq Hegelund Miinannguaq Søholm Petersen | Victor Langholz Pilunnguaq Hegelund            |
| 2018 | Kjeld Svendsen         | Tina Rafaelsen        | Davidee Kudluarok Derrick Levi Akeeagok      | Nukaaka Hegelund Tina Rafaelsen                 | Kjeld Svendsen Tina Rafaelsen                  |
| 2023 | Malik Thorsen Petersen | Anna Arleth           | Malinnguaq Egede Malik Thorsen Petersen      | Jonna Bidstrup Andreassen Anna Arleth           | Anna Arleth Malik Thorsen Petersen             |